# Selskabsplante
|  | Sammenskrivningsforslag Artiklen Selskabsplante er foreslået føjet ind i Plantenaboskaber. (Siden maj 2021) Diskutér forslaget |

Selskabsplanter er planter der plantes sammen for at opnå større udbytte. Dette sker ofte fordi planter hver især har egenskaber der gavner hinanden. Det kan være ifht. næring, voksemåde ifht højde og roddybde eller om planterne har nogle egenskaber der holder skadedyr væk.
Et godt eksempel er ”De tre søstre”, hvor majs, stangbønner og græskar plantes sammen. Her er majsen ”klatrestativ” for stangbønnen, græskarret udnytter pladsen på jorden og giver skygge til jorden (mindre fordampning af vand) og holder ukrudt væk. Dertil er bønnen en plante der binder kvælstof i jorden til glæde for majsen og græskarplanten.
De fordele der typisk kan opnås tæller:
- Holder skadedyr væk
- Tiltrækker gavnlige insekter
- Giver skygge
- Naturlig støtte
- Bedre sundhed i planten
- Øget næringsværdi i jorden
- Holder ukrudt nede

## Populære selskabsplanter til grøntsager
Det kan i særdeleshed være smart at bruge selskabsplanter i køkkenhaven da det sikrer dig et større udbytte. Her kan man med fordel dyrke følgende planter

Hjulkrone - Tiltrækker insekter til bestøvning
Tallerkensmækker - Bladlus afledes til denne plante
Basilikum - Frastøder forskellige skadedyr som bladlus og spindemider
Purløg - Camouflerer duften af planter og kan f.eks. holde gulerodsfluen væk fra gulerødder
Mynte - Holder myrer og bladlus på afstand
Hvidløg - Duften holder bladlus og andre skadedyr væk